# Nottingham
Nottingham egy közép-angliai city státuszú város. Ez Nottinghamshire megye székhelye. Nottingham Robin Hood legendájához kötődően ismert, valamint az ipari forradalom idején csipkeveréséről, később kerékpár- és dohányiparáról volt világhíres. A város gyökerei a 7. századig nyúlnak vissza, city rangját csak 1897-ben nyerte el, Viktória brit királynő gyémántjubileumának alkalmával. Azóta nevezik City of Nottingham-nek.
Nottingham East Midlands régió második legnagyobb városa Leicester után, lakossága 305 700. Ez a viszonylag kis lakosságszám a város szorosan meghúzott határainak köszönhető, a tágabb agglomeráció lakossága körülbelül 729 977, mellyel az agglomeráció a kilencedik legnagyobb az Egyesült Királyságban.
Nottinghamnek számos neves intézménye van – beleértve a Nemzeti Jégközpontot, a Nemzeti Vízisport Központot, a világhíres test krikettpályát, két profi labdarúgócsapatot, valamint krikett és jégkorongcsapatot. Ezenfelül mintegy 60 ezer diák tanul a város két egyetemén, a Nottingham Trent Egyetemen és a Nottighami Egyetemen.
Két nagy befogadóképességű színházzal, számos múzeummal is rendelkezik, egy független filmszínházzal, néhány zenecsarnokkal, mint a Nottingham Arena és a Rock City, melyek rendszeresen fogadnak helyi és nemzetközi fellépőket. 2011 októberében a város volt az Év közlekedési városa, Nottingham rendelkezik a legtöbb magán busz-hálózattal az Egyesült Királyságban, a vasúti és fejlődő villamoshálózata is jelentős. Az East Midlands repülőtér 10 mérföldre délnyugatra található a várostól.

## Története
A várost 600 körül alapították az angolszászok. A Snot nevű törzsfő uralma alá került helység "Snotingaham" (Snot népének tanyája) néven vált ismertté (Inga = népe; Ham = tanya). Robin Hoodról azt feltételezik, hogy Nottingham közelében élt. A várost dán vikingek foglalták el 867-ben, a Dán Jog által szabályozott Öt Város egyike lett.
A 11. században  megépítették a nottinghami várat. A település fokozatosan fejlődött és az Old Market Square lett később Nottingham főtere. A keresztes hadjáratból visszatérő I. Richárd ostromolta az ekkor János mellett harcoló várat, majd éles ütközet után elfoglalta.
A 15. században Nottingham a kereskedelmi export központja lett. A város Nottinghamshire megyeszékhelye lett 1449-ben. Az ipari forradalom alatt építették meg a textilgyárakat, különösen fontos Nottinghamben a csipkegyártás, nemzetközileg fontos központ. Mindazonáltal a gépesítés miatt sokan elszegényedtek és nyomornegyedek jöttek létre. A nyomornegyedeknek a lakosai sokszor demonstráltak a gépiesítés ellen, géprombolások történtek.
Az angol textiliparhoz hasonlóan Nottingham sem tudta felvenni a versenyt távol-keleti és a dél-ázsiai országokkal, a kevés munkaerő, később a világháborúk miatt.

## Közigazgatása
Nottingham 1835-ben Nottingham St Maryből, Nottingham St Nicholasból és Nottingham St Peter községeiből állt. 1877-ben azáltal, hogy hozzácsatolták Basford községeit, Brewhouse Yardot, Bulwellt, Radfordot, Sneintont, Standard Hillt, West Bridgfordot, Carltont és Wilfordot (Észak-Wilfordot).
A city státuszt 1897-ben Viktória királynőtől kapták meg. Nottinghamhez 1933-ban hozzácsatolták Bilborough-t, Wollatont, Bestwood Park és Colwick községeinek egy részét. Egy messzibb határkiterjesztést 1951-ben adták meg, akkor Cliftont és Wilford déli részét is hozzácsatolták.

## A lakosságszám alakulása
| Év             | Népesség |
| -------------- | -------- |
| 4. század      | <37      |
| 10. század     | <1000    |
| 11 század      | 1500     |
| 14. század     | 3000     |
| 17 század vége | 5000     |
| 1801           | 29 000   |
| 1811           | 34 000   |
| 1821           | 40 000   |

| Év   | Népesség |
| ---- | -------- |
| 1831 | 51 000   |
| 1841 | 53 000   |
| 1851 | 58 000   |
| 1861 | 76 000   |
| 1871 | 87 000   |
| 1881 | 159 000  |
| 1901 | 240 000  |
| 1911 | 260 000  |

| Év   | Népesség |
| ---- | -------- |
| 1921 | 269 000  |
| 1931 | 265 000  |
| 1951 | 306 000  |
| 1961 | 312 000  |
| 1971 | 301 000  |
| 1981 | 278 000  |
| 1991 | 273 000  |
| 2001 | 275 000  |
| 2007 | 288 700  |
| 2011 | 303 900  |

## Építészete

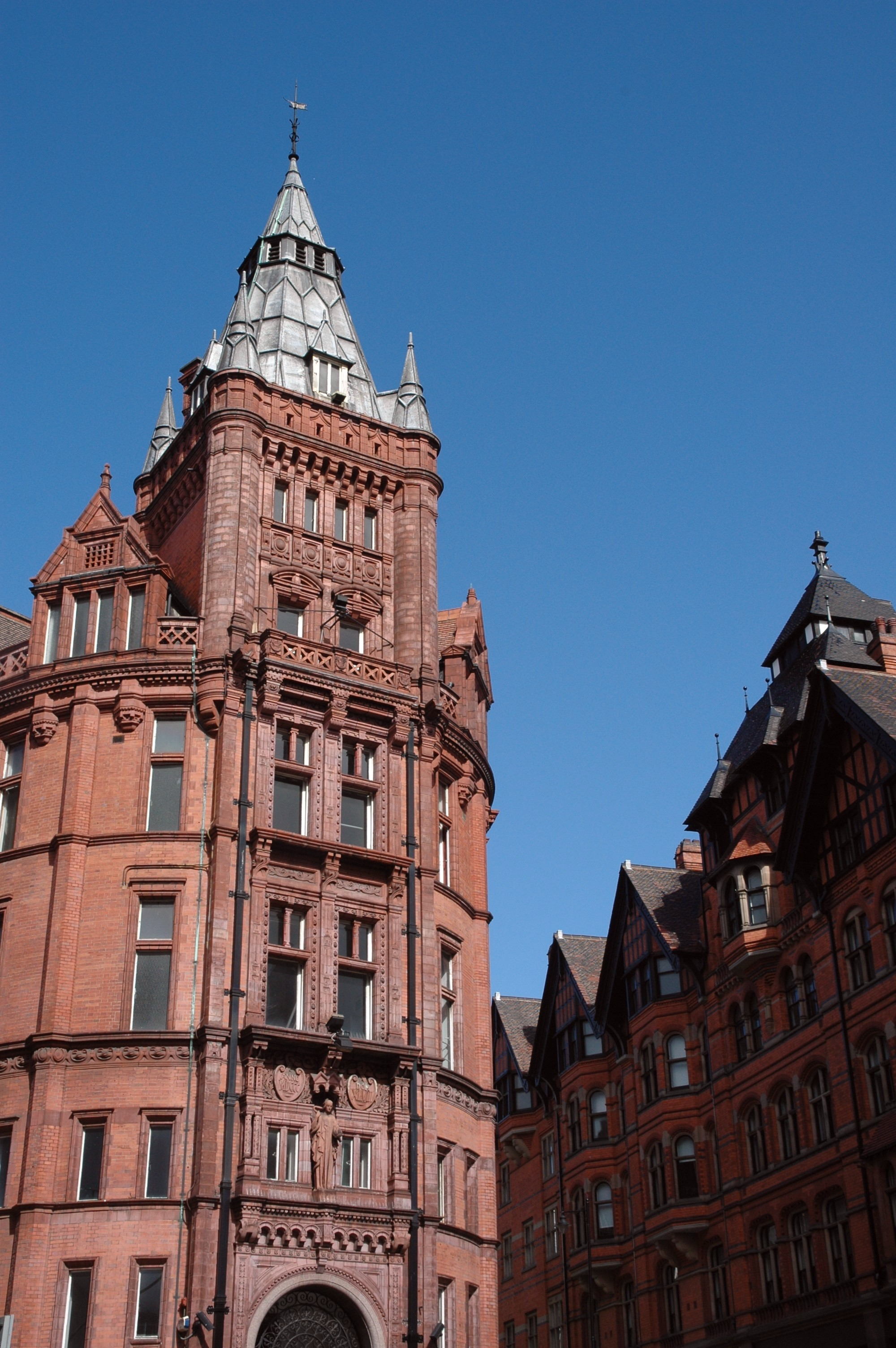
A King Street egyik díszes épülete

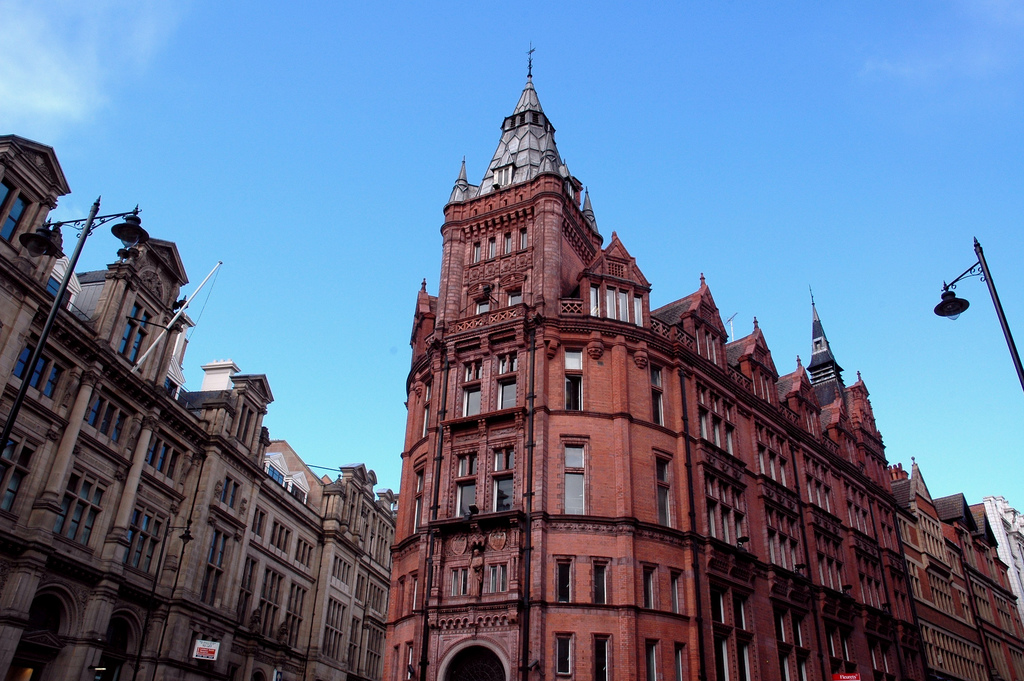
Sarokház

Nottingham sok különböző építészeti stílusnak nyújt otthont. A leghíresebb építészmesterei Alfred Waterhouse (Londoni Természetrajzi Múzeumának az építésze), Thomas Chambers Hine és Watson Fothergill.
Az egyetemi kerület északon helyezkedik el. A város belsejében található a Nottinghami Központi Könyvtár, a Trent egyetem. A Nottinghami Királyi Színház amelyet 1865-ben építettek. A King és Queen Streeten feltűnő viktoriánus épületeket Alfred Waterhouse és Watson Fothergill tervezte. A város központja az Old Market Square és a nottinghami tanácsháza. Ezt az 1920-as években építették. A tanácsházától utcák vezetnek minden irányba, a tértől délre a vásárlóutcák találhatóak.

## Oktatás

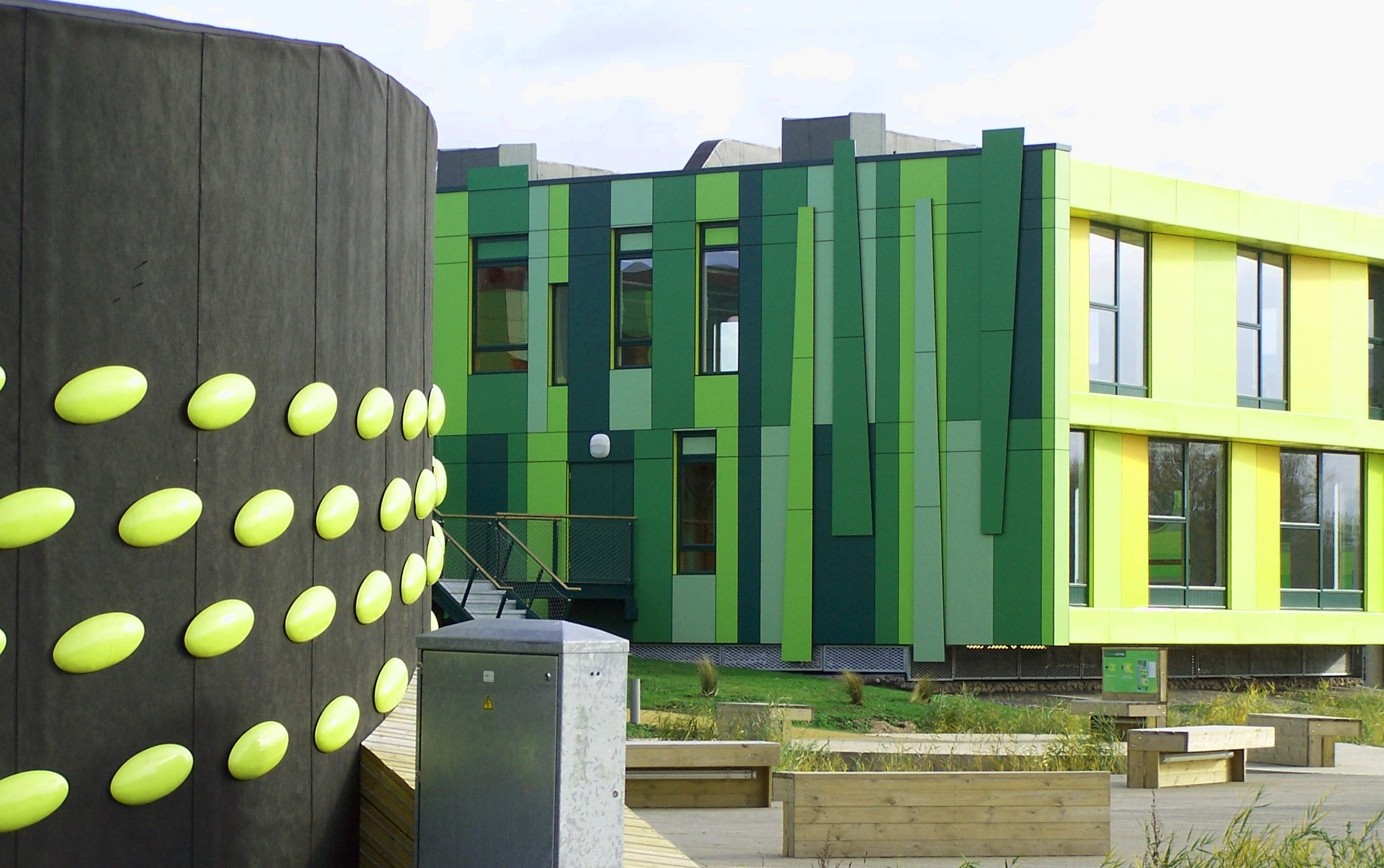
Science Park (kutató park)

Nottinghamben található a Trent egyetem (azelőtt Trent műszaki főiskola). Itt több mint 40 000 diák tanul különböző időközökben. Nottingham másik nagy egyeteme a Nottinghami orvosi egyetem. Nottinghamben több főiskola is van, a  Castle College,  Broxtowe College, New College Nottingham, Bilborough College és a Sixth form college. Nottingham legöregebb iskolája a Nottingham High School, amit 1513-ban alapítottak.

## Gazdaság

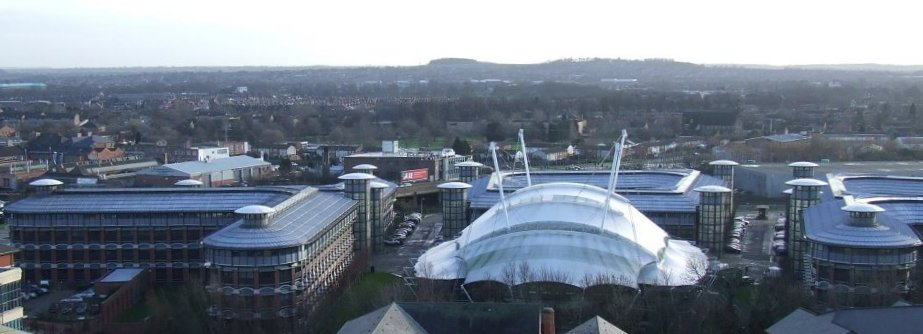
A HMRC komplexum

Nottingham sok jól ismert vállalat székhelye volt. Az egyik leghíresebb cég a Boots, amely egy gyógyszerészeti vállalat. Az aktuálisok az E.ON UK energiavállalat, a John Player & Sons (dohányipari vállalat), a Gala Group (fogadási vállalat), gépipari vállalat a Siemens, sportruha gyártó a Speedo, játékgyártó és kiadó Games Workshop, a PC-szoftverfejlesztő Serif Europe, az amerikai hitelkártya-vállalat a Capital One. Nottingham HM Revenue and Customs otthona is. Nottingham Anglia hat tudományos városához tartozik. Régebben a kerékpárgyártás egy jelentős ipar volt, 1886-ban itt alapították Raleigh Cycles-t.

## Kultúra

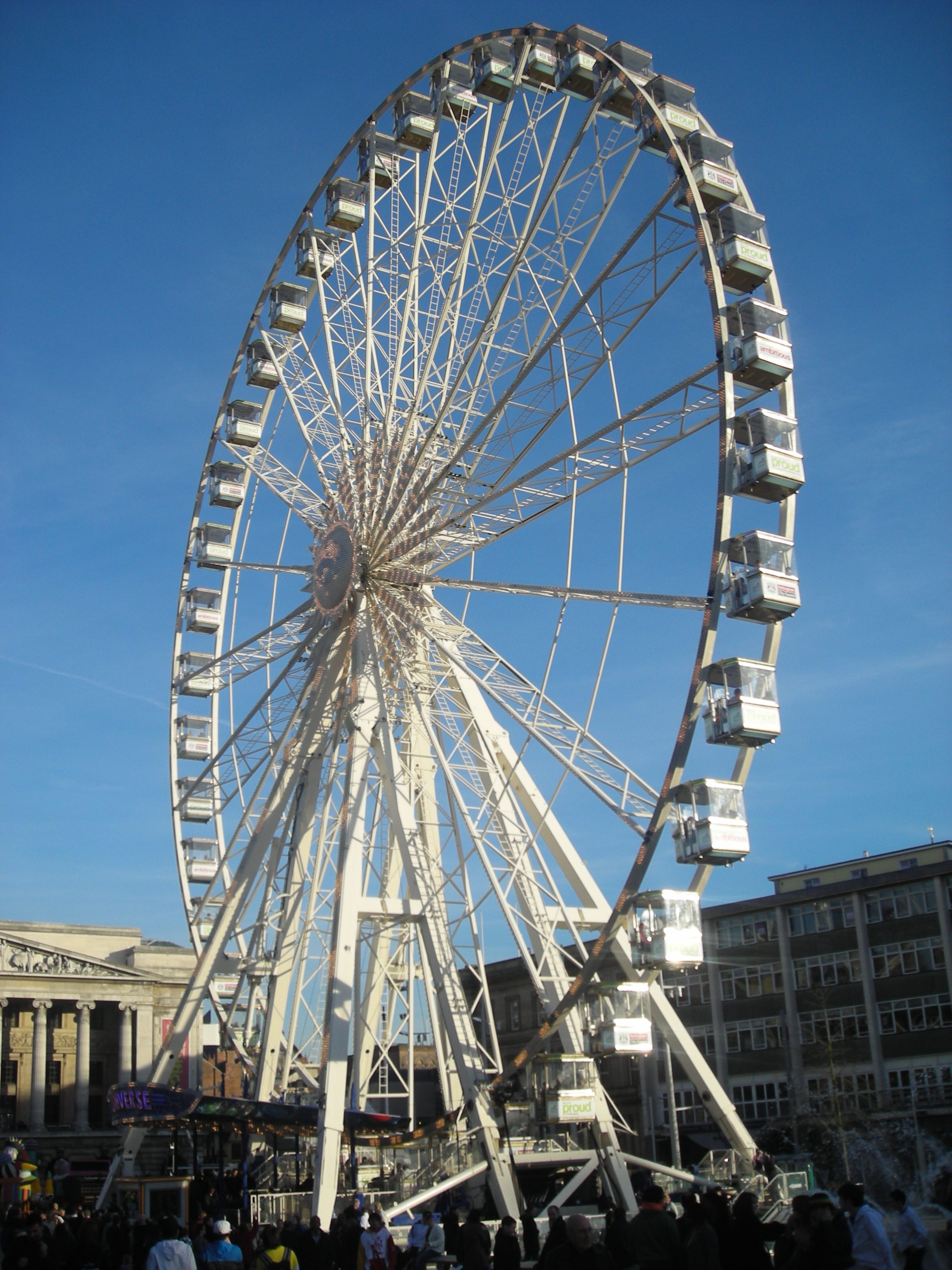
Ferris Wheel az Old Market Square-en

- Színházak: Nottingham Playhouse, Theatre Royal
- Koncerttermek:  Nottingham Royal Concert Hall
- Múzeumok:  Nottingham Castle Museum,  Nottingham Contemporary, University of Nottingham's Djanogly Gallery, Wollaton Park's Yard Gallery
- Klubok :Rock City

## Látnivalók
A Nottinghambe érkező turistáknak népszerű történelmi turista útvonalak vannak, tartalmazzák a várat, a Lace Marketet és sok ősi kocsmát, köztük a Ye Olde Trip to Jerusalem sörözőt.
A városnak sok parkja van, a legnevezetesebbek: Wollaton Park, Colwick Park, Nottingham Arborétum, Victoria Park, Sherwood Forest, Rufford Country Park. 2008 februárjában a Ferris Wheel nevű óriáskereket állították ki az Old Market Square-en, ami nagyon hasonlít a London Eye-ra.

## Sport

### Labdarúgás
A városnak két elismert labdarúgócsapata van, az 1862-ben alapított Notts County FC, amely a világ legidősebb profi együttese, valamint az 1865-ben létrehozott Nottingham Forest FC, akik az egyedüli olyan klub Angliában, amelyiknek rögtön a feljutás után sikerült megnyernie a bajnokságot, illetve BEK-et is nyert 1979-ben és 1980-ban.

#### Notts County FC
1862-ben alapították, 1888-ban a Football League alapító tagjai voltak és 1894-ben megnyerték a FA Kupát. A klub híres menedzserei: Jimmy Sirrel, John Barnwell, Neil Warnocko, Howard Kendall és Sam Allardyce. A klub híres játékosai: Jeff Astle, Alan Brown, Justin Fashanu, Andy Goram, Tony Hateley, Tommy Johnson, Tommy Lawton, Steve Nicol, Glenn Roeder, Nigel Worthington.

#### Nottingham Forest FC
Nottingham Forest Football Club jelenleg a Premier League tagja. 1889-ben a – mára már megszűnt – Football Alliance alapító tagja volt. Két alkalommal hódították el az FA-Kupát és a 70'-es években megnyerték az angol első osztályt, kétszer a BEK-et és négy alkalommal a Liga Kupa küzdelmeit. A klub híres menedzserei: Brian Clough, Frank Clark, Dave Bassett, Ron Atkinson és Colin Calderwood. Híres játékosaik Kenny Burns, Peter Shilton, Trevor Francis, Des Walker, Stuart Pearce, Lee Chapman, Roy Keane, Stan Collymore, Dave Beasant és Steve Stone. A csapat 1898 óta a City Groundon játssza mérkőzéseit.

### Krikett
Nottingham térségében igen nagy múltja és népszerűsége van a krikettnek is. A város közelében található, 1838-ban alapított Trent Bridge nevű krikettstadionban rendszeresen tartanak nemzetközi mérkőzéseket. Ugyanez a székhelye a Nottinghamshire CCC és a Trent Rockets nevű kluboknak is.